# Завод хімії хлору в Торрелавезі
Завод хімії хлору в Торрелавезі – виробничий майданчик хімічного спрямування на півночі Іспанії.
Ще на початку XX століття бельгійська компанія Solvay запустила в Торрелавезі завод кальцинованої соди. В 1935-му комплекс доповнили електролізним виробництвом, яке передусім забезпечувало продукування каустичної соди, при цьому початкова потужність майданчику по цьому продукту становила 15 тисяч тонн на рік. Головною сировиною для продукування каустичної соди (так само, як і для кальцинованої соди) є хлорид натрію, що надходив з розташованої неподалік копальні Поланко. 
Окрім каустичної соди під час електролізу отримували хлор і водень, крім того, це давало можливість продукувати соляну кислоту та гіпохлорит натрію.  
В 1956-му через дочірню структуру Solvay компанію Hispavic Industrial почали випускати полівінілхлорид, для чого спершу було потрібно отримати мономер вінілхлориду (який при будь-якому методі отримання він є продуктом хімії хлору). Після запуску в 1972-му заводу мономера вілхлориду в Мартурелі продукування мономеру в Торрелавезі зупинили (хоча ПВХ випускали до 1983-го із сировини, доправленої з Мартуреля). 
В якийсь момент асортимент майданчику поповнили за рахунок хлорфторвуглеців (втім, і їх випуск в підсумку зупинили, хоч і дещо пізніше за випуск ПВХ). 
Є відомості, що станом на кінець 1990-х майданчик міг продукувати 63 тисячі тонн хору на рік. 
Через посилення екологічних нормативів Єросоюзу, що забороняли використання ртутного методу електролізу, електролізний напрямок в Торрелавега мав бути зупинений по завершенні 2017 року. З огляду на це, Solvay продала частину свого комплексу в Торрелавега, що була пов’язана з електролізом, португальській компанії CUF-Químicos Industriais (QUIMIGAL), яка вже в 2018-му змінила назву на Bondalti. Новий власник здійснив значні інвестиції та в 2019-му ввів у дію нове електролізне виробництво, що базується на більш екологічній мембранній технології. Його потужність по хлору становить 68 тисяч тонн на рік, крім того, Bondalti продовжує продукувати каустичну соду, водень, соляну кислоту та гіпохлорит натрію.